# Hymenophyllum bryophilum
Hymenophyllum bryophilum är en hinnbräkenväxtart som beskrevs av Carl Frederik Albert Christensen. Hymenophyllum bryophilum ingår i släktet Hymenophyllum och familjen Hymenophyllaceae. Inga underarter finns listade.